# Mjællbjær
Mjællbjær er et naturreservat. Reservatet har et areal på 121,18 hektar (121,18 hektar land) og ligger i Køinge sogn, Falkenbergs kommun og Sibbarp sogn, Varbergs kommun i Hallands län, Sverige.
Reservatet er en del af det større område Åkulla bøgeskove. Mjällbjär har eksisteret siden 1976, men fik sin nuværende form, da den fusionerede med Björka-reservatet i 2005. Dette er for at bevare bøgeskoven omkring Mjællsjøn. Terrænet er kuperet i dette område, der er domineret af bøgeskov. I de nedre områder er der også rødel.
Området har omkring tyve rødlistede eller på anden måde interessante arter. Rødbrun gammelskovslav og Mangefrugtete prikvortelav er fundet her. Lige nord for reservatet ligger Hallandsleden.